# Longe do Mundo
"Longe do Mundo" é uma canção do girl group brasileiro SNZ, lançada como primeiro single oficial da carreira do grupo. 
A canção fez parte, primeiramente, da trilha sonora do filme O Trapalhão e a Luz Azul, de 1999. Um single promocional contendo duas versões da canção foi lançado no mesmo ano, para promover a música nas rádios. Em 2000, as faixas entraram no primeiro álbum do trio, intitulado SNZ. 

## Antecedentes
Sarah Sheeva, Nãna Shara e Zabelê, filhas dos músicos Baby do Brasil e Pepeu Gomes, tomaram gosto pela música ainda crianças. Na infância, conviveram dia a dia com canções, instrumentos, notas e com isso aprendendo não só a gostar, mas a desenvolverem melhor seu dom. Com o tempo, começaram a fazer backing-vocal da mãe Baby do Brasil, e depois disso, viram que poderiam ir muito mais além, foi então que resolveram montar o grupo vocal SNZ (sigla para Sara, Nãna, Zabelê).
Três anos antes de gravaram o primeiro CD, elas começaram fazendo backing vocals em trios elétricos, para artistas, inclusive, fizeram parte de backing vocal no CD UM (1997), da mãe Baby do Brasil. Logo após, elas iniciaram um trabalho independente, selecionaram um repertório e uma produção de um CD demo, com a maioria das músicas de autoria própria. Então, foi fechado o contrato com a gravadora WEA, a qual aceitou fazer o trabalho com a liberdade com que Sarah, Nãna e Zabelê estavam acostumadas.

## Composição

A primeira aparição da banda foi no filme O Trapalhão e a Luz Azul, onde a banda tinha duas versões da canção "Longe do Mundo" na trilha sonora.

"Longe do Mundo" foi composta por Nãna Shara (integrante do trio) e Dudu Caribé, enquanto a produção ficou por conta do DJ Cuca. A letra da canção fala sobre seguir o seu próprio coração, sua intuição e sempre ser você, em qualquer situação. No refrão, as irmãs cantam, "Longe do mundo, / Perto do convívio longe num segundo, / Muito longe daqui."

## Lançamento e divulgação
Sendo a primeira canção do trio a ser lançada oficialmente nas rádios, "Longe do Mundo" teve a sua versão remix, como a versão oficial, lançada nas rádios em 1999. Como parte da divulgação, a canção entrou na trilha sonora do filme O Trapalhão e a Luz Azul, de Renato Aragão, o de Didi Mocó, de 1999, tanto na versão original, como na versão remix. Além disso, o trio participou do filme cantando trechos da canção em meio às cenas do filme. Uma versão completa ficou disponível no DVD do filme. Elas performaram a canção no extinto Programa Fábio Jr., da TV Record.

## Faixas
- Single promocional

1. "Longe do Mundo" - 4:22
2. "Longe do Mundo (Cuca Housemix)" - 3:49

## Posições
| Paradas (2001)          | Posições |
| ----------------------- | -------- |
| Brasil — Hot 100 Brasil | 5        |